# Боронування

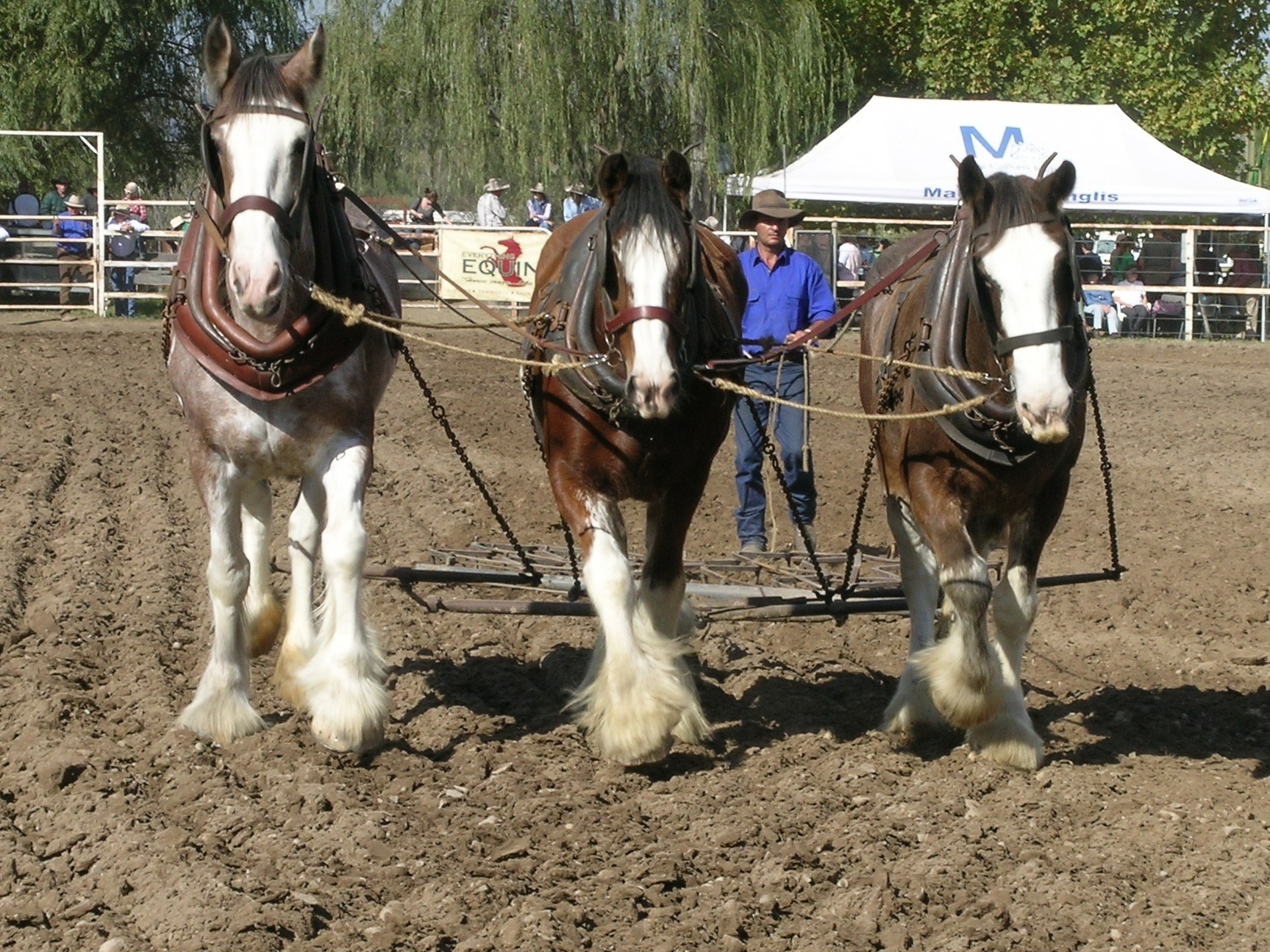
Кінне боронування в Австралії

Боронува́ння — один з прийомів поверхневого обробітку ґрунту боронами. Застосовується для збереження вологи в ґрунті (закривання вологи), знищення ґрунтової кірки і молодих сходів бур'янів, згрібання рослинних решток, поліпшення аерації ґрунту, «освіження» ранньою весною озимини і посівів багаторічних трав після укосу, роздроблення і підготування до посіву ріллі.
При весняній і літній оранці ріллю боронують слідом за оранкою. Зяб і озимі боронують ранньою весною, коли ґрунт перестає мазатись і легко кришиться від удару робочих органів зубових борін, а пари ще й при наступних обробітках влітку. Сходи ярих зернових, в тому числі й кукурудзи, боронують в початковий період їх розвитку, а картоплю — до і після появи сходів.
У степових районах Забайкалля, Сибіру, Уралу, Казахстану і півдня України, де часто бувають великі вітри і чорні бурі, вслід за оранкою зябу ріллю корисно боронувати, щоб зменшити висушування ґрунту восени і в безсніжні зими.